# Малыгин (ледокол, 1912)
«Малыгин» — ледокольный пароход, внесший значительный вклад в освоение Арктики и Северного морского пути. Назван в честь русского полярного исследователя капитан-командора Степана Гавриловича Малыгина.

## История судна

### «Брюс»
Ледокол был построен в 1912 году в Великобритании по заказу компании «Рид Ньюфаундленд Компани» (англ. Reid Newfoundland Company).
Назван «Брюс» (англ. SS Bruce II).
Однотипен с построенным годом позже ледокол-пароходом «Линтрос» («Садко»).
Ранее в 1909 году на этой же верфи Napier and Miller был построен ледокол-пароход «Бонавенчур» («Владимир Русанов»).
В течение нескольких лет «Брюс» работал в качестве почтово-пассажирского парома на линии Ньюфаундленд-Новая Шотландия.

### «Соловей Будимирович»
В 1915 году «Брюс» был куплен русским правительством для управления морским транспортом Беломорско-Мурманского района и переименован в «Соловей Будимирович» в честь былинного богатыря.
С 1 января до 1 апреля 1917 года входил в состав флотилии Северного Ледовитого океана.
В мае 1918 года капитан «Соловья Будимировича» Рассказов посещал Енисейскую губернию для планирования экспедиции. «Соловей Будимирович» вместе с другими ледоколами перевозили бы из Архангельска в устье Енисея промышленные товары, а обратно - зерно.
18 апреля 1919 года докладывалось о намерении использовать «Соловья Будимировича» в составе продовольственной экспедиции  к Енисею.
15 апреля 1920 года ледокол был мобилизован и включён в состав Беломорской военной флотилии, а затем с 24 апреля 1920 года — в состав Морских сил Северного моря. 25 мая 1920 года возвращён Мортрансу.
22 января 1920 года «Соловей Будимирович» отправляется в порт Мурманск с заходом в Индигскую губу для загрузки заготовленной там оленины.
На борту находилось 84 человека - 40 человек команды и около 20 пассажиров. Среди них были белогвардейские офицеры и генерал Н. И. Звегинцев, в экипаже был ледовой лоцман И. П. Ануфриев, капитан И. Рекстин. В трюмах было около 20 000 банок консервированного молока, 200 пудов английского сыра, мука, сухари и сахар. Запас угля - 270 тонн.
28 января в 5 милях от устья реки Индига «Соловей Будимирович» застрял в крепких льдах.
30 января Рекстин по радио попросил выслать на помощь ледокол.
Течение сносило корабль через Печорское море к Карским воротам. В попытках выйти на чистую воду закончился уголь для котлов, некоторый запас остался для отопления.
16 февраля сильный восточный ветер отнёс «Соловей Будимирович» через Карские ворота в Карское море и несло дальше на север. Корабль снесло максимально до широты 72°41′ с. ш. 63°22′ в. д. - вблизи этих координат дрейфовал до спасения. Течение могло отнести корабль дальше на север. Во время многомесячного дрейфа на «Соловье Будимировиче» родилась девочка и на борту стало 85 человек.
Отправленный на помощь «III Интернационал» не смог пробиться сквозь льды.
Имевшиеся ледоколы могли бы использоваться только когда лёд станет слабее. Правительство несколько месяцев безуспешно проводило переговоры с Англией и Норвегией о предоставлении «Святогора» для спасательной экспедиции.
9 июня «Святогор» отправился из Норвегии. 15 июня для помощи в поисках был отправлен ледокол «III Интернационал» из Архангельска напрямую в Карское море.
18 июня «Соловей Будимирович» по радио сообщил, что видит трубы «Святогора».
19 июня «Святогор» (на него перешли белогвардейские офицеры) и «III Интернационал» подошли к «Соловью Будимировичу». Со «Святогора» на «Соловей Будимирович» был перегружен уголь и продовольствие. На «Соловье Будимировиче» сменён флаг на флаг Советской Республики. 20 июня колонна с ведущим «Святогором», «Соловьем Будимировичем» и замыкающим «III Интернационалом» пошла в обратный путь. За несколько дней «Соловей Будимирович» был выведен изо льдов. 25 июня принял часть груза с севшего на банку «Святогора» и помог сдёрнуть его с банки. 26 июня вошёл в Беушью губу к угольщику. 29 июня отправился обратно в Архангельск.
2 июля «Соловей Будимирович» в сопровождении «III Интернационала» пришёл в Архангельск к Соборной пристани.
Началась подготовка к Первой Карской экспедиции («Сибирская хлебная»). «Соловей Будимирович» состоял во втором отряде экспедиции.
8 августа 1920 года экспедиция отправилась из Архангельска и 5 сентября «Соловей Будимирович» пришёл в Усть-Енисейский порт.
1 октября «Соловей Будимирович» вернулся в Архангельск.

### «Малыгин»
В 1921 году «Соловей Будимирович» переименован в «Малыгин».
В 1921 планировалось участие «Малыгина» в экспедиции на Новую Землю. Организовывали свою первую полярную экспедицию научные сотрудники только что созданного Плавморнина для проведения различного рода наблюдений в Баренцевом и Карском морях. Сухогруз «Джюра» доставил из Англии в Архангельск уголь. Загрузившись углём «Малыгин» перешёл из Соломбалы к Соборной пристани. Экспедиция отправилась 11 августа 1921 года, пересекла Карское море и вернулась 27 сентября.
В 1928 году «Малыгин» участвовал в поисках экспедиции Умберто Нобиле на дирижабле «Италия», был зажат льдами в районе острова Надежды.
Самолет, пилотируемый полярным лётчиком М. С. Бабушкиным, вылетал на поиски, дважды садился на льды, но из-за шторма вернулся на судно.
Выйдя из льдов, «Малыгин» продолжал обследование районов Баренцева моря восточнее Шпицбергена.
С 1931 года на «Малыгине» производились гидрологические исследования в различных районах Арктики под командованием капитана Дмитрия Тимофеевича Черткова.
В 1931 году в бухте Тихая на острове Гукера (Земля Франца-Иосифа) состоялась встреча «Малыгина» с дирижаблем Граф Цеппелин. С дирижабля на ледокол было передано 120 кг почты. В момент встречи с дирижаблем на ледоколе присутствовал Умберто Нобиле.
Две каюты на судне были оборудованы по очень высокому классу. Одну из этих кают во время зимнего похода 1931 года к Земле Франца-Иосифа занимал научный руководитель экспедиции профессор Визе, другую каюту — американская туристка-миллионерша.
В 1932 году на острове Рудольфа экспедицией на «Малыгине» была основана самая северная в мире полярная станция (в связи с проведением 2-го Международного полярного года). В сентябре 1932 года ледокол достиг рекордной для того времени широты — 82°27'.
28 декабря 1932 года, во время операции по снабжению угольного рудника треста «Арктикуголь» на острове Шпицберген, «Малыгин» под управлением капитана О. 3. Филатова сел на мель. 9 января 1933 года для спасения «Малыгина» из Мурманска был направлен отряд в составе ледокола «Ленин» и спасательного буксира «Руслан», затем к ним присоединился ледокольный пароход «Георгий Седов». 24 марта 1933 года после заделки пробоин «Малыгин» был снят с камней при участии специалистов ЭПРОН под руководством Ф. И. Крылова. При возвращении в Мурманск 25 апреля 1933 года «Руслан» затонул. Экипаж, за исключением 3 человек, погиб.
В 1935 году экспедиция на «Малыгине» открыла в районе острова Исаченко архипелаг из 7 островов.
В 1937 году «Малыгин» вместе с ледокольными пароходами «Садко» и «Георгий Седов» дрейфовал во льдах от острова Бельковского на Север до 83°05' северной широты, откуда вышел с помощью ледокола «Ермак» только в сентябре 1938 года.
При возвращении из гидрографической экспедиции Якова Смирницкого и Георгия Ратманова по восточной Арктике 28 октября 1940 года «Малыгин» погиб во время шторма в районе мыса Низкий у берегов Камчатки со всем экипажем и членами экспедиции (всего 98 человек). В том числе погиб полярный исследователь Николай Колодиев.
В честь погибшего вместе с судном капитана ледокольного парохода «Малыгин» Николая Васильевича Бердникова назван мыс Бердникова (Баренцево море, Земля Франца-Иосифа, острова Хохштеттера).